# Microfotografia

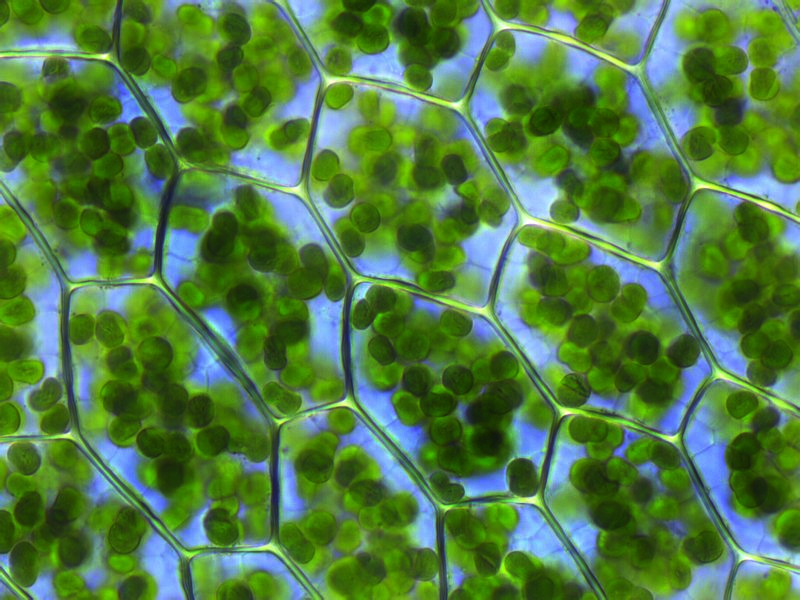
Exemplo de uma fotomicrografia.

Microfotografia, micrografia ou fotomicrografia é uma técnica fotográfica de obtenção de imagens ampliadas por meio de lentes ópticas poderosas que permitem observar detalhes de estruturas não visíveis à vista desarmada, tais como células e micróbios.
O neuropatologista Solomon C. Fuller projetou e criou a primeira fotomicrografia em 1900. Micrografias são amplamente usadas em todos os campos da microscopia.